# Juan Tallón
Juan Tallón Salgado (Villardevós, Orense, 1975) es un periodista y escritor español.

## Biografía
Licenciado en Filosofía, trabaja en el campo del periodismo y la comunicación. Fue corresponsal del periódico La Región y después jefe de prensa de la Secretaría General de Emigración hasta 2008. Trabajó en la Cadena SER, en la revista Jot Down, y en El Progreso.
Participante amateur en diferentes publicaciones colectivas, obtuvo con su primera novela el VI Premio Nicomedes Pastor Díaz. Sus libros abundan en la metaliteratura y en la derrota.
Desde 2020 es miembro de la sección de Pensamiento del Consejo de la Cultura Gallega.
En 2013 publica El váter de Onetti en castellano, al no encontrar editores que quisieran publicarlo en gallego, idioma en el que estaba escrito originalmente.
En 2018 publica su primera gran novela, Salvaje Oeste, que ficciona el poder en la España del Siglo XXI.
En 2020 publica una nueva novela impregnada de su fino estilo literario, que titula Rewind, a pesar de las dudas de sus editores con respecto al título.

### Narrativa
- Manuel Murguía: cartas de un luchador, 1997.
- La autopsia de la novela, 2007, Duen de Bux, Orense.
- La pregunta perfecta (El caso Aira-Bolaño), 2010, Sotelo Blanco.
- Fin de poema, 2013, Sotelo Blanco. Traducida al castellano con el mismo título, y publicada en 2015 en Alrevés.

### Ensayo
- Jacinto Santiago. Escenario grotesco y ejemplar, 1998, As Barxas.

### Traducciones
- Festival, de César Aira, 2013, Trifolium.

### Obras colectivas
- Premios Pedrón de Oro, 2000.
- VI Certamen literario del Ayuntamiento de Ames, 2009, Ayuntamiento de Ames.
- La garza insomne, 2016, Galaxia.

### Narrativa
- El váter de Onetti, 2013, Edhasa.
- Salvaje Oeste, 2018, Espasa.
- Rewind, 2020, Anagrama.
- Obra maestra, 2022, Anagrama.

### Ensayo
- Libros peligrosos, 2014, Larousse.

### Premios
- Ganador del VI Certamen de relatos Francisco Fernández del Riego.
- Ganador del III concurso de Narrativa Erótica La Máquina de Vapor.
- Ganador del IV Premio Pastor Díaz de Novela, por La autopsia de la novela.
- Ganador del Premio Modesto R. Figueiredo en el 2009, por Era él.
- Finalista del Premio de novela corta Manuel Lueiro Rey en el 2010, por La pregunta perfecta.
- Ganador del Premio Lueiro Rey en el 2012, por fin de poema.
- Ganador del Certamen Manuel Murcia en el 2013, por Consanguíneo